# マッセイ・ファーガソン

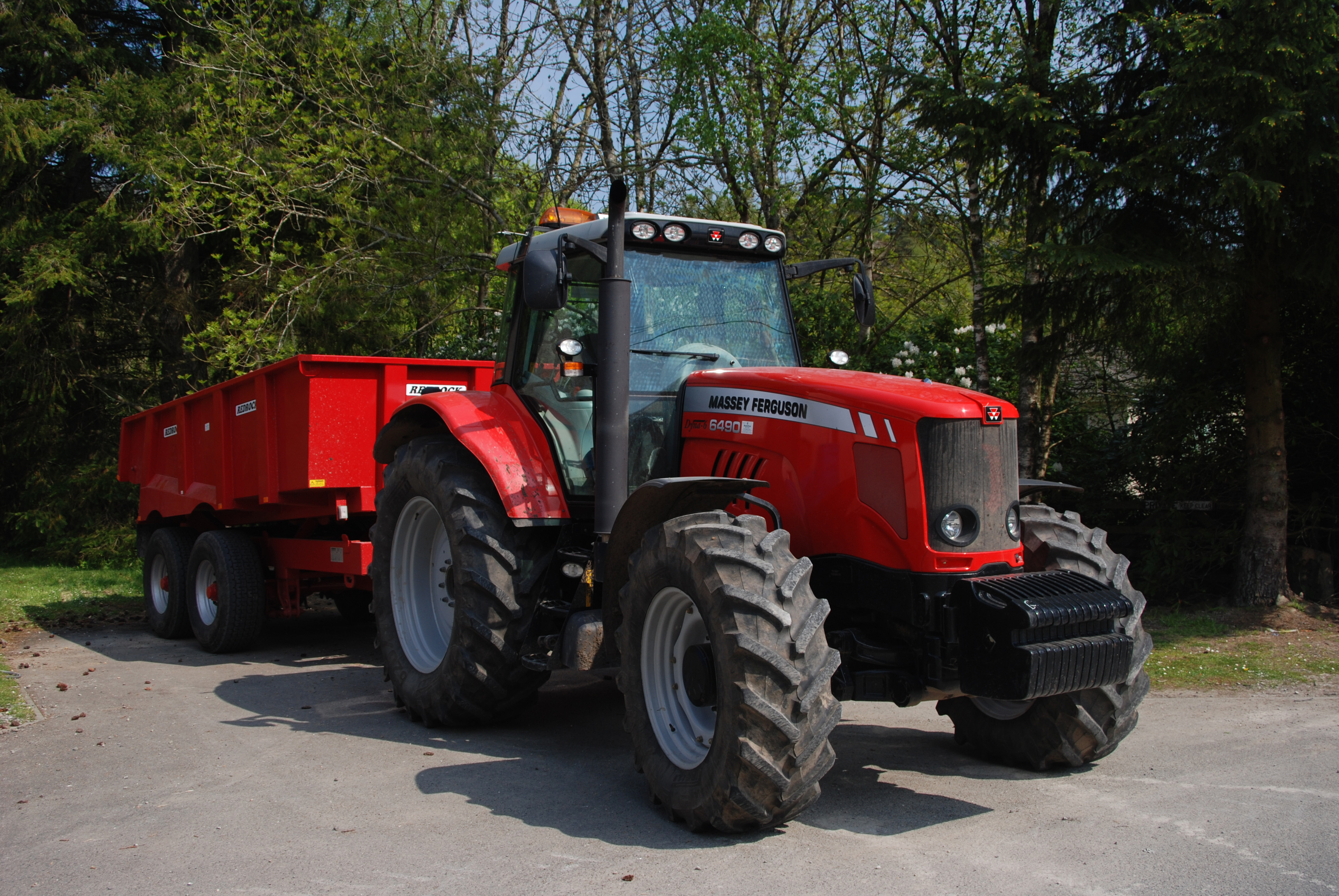
マッセイ・ファーガソン6490

マッセイ・ファーガソン (英語: Massey Ferguson) は、農耕用トラクターの著名なブランドである。
ハリー・ファーガソンがプラウの画期的な改良を発明し、これは「ファーガソンシステム」として知られる。
現在は AGCO の傘下にある。